# Сан Ђовани (Комо)
Сан Ђовани је насеље у Италији у округу Комо, региону Ломбардија.
Према процени из 2011. у насељу је живело 56 становника. Насеље се налази на надморској висини од 933 м.